# Levantamento de peso nos Jogos Pan-Americanos de 2011 - Até 53 kg feminino
A categoria até 53 kg feminino do levantamento de peso nos Jogos Pan-Americanos de 2011 foi disputada em 24 de outubro no Fórum de Halterofilismo com onze halterofilistas de nove países.

## Calendário
Horário local (UTC-6).
| Data          | Horário | Fase  |
| ------------- | ------- | ----- |
| 24 de outubro | 12:00   | Final |

## Medalhistas
| Ouro   | DOM Yuderqui Contreras |
| Prata  | VEN Inmara Henríquez   |
| Bronze | MEX Francia Peñuñuri   |

## Resultados
| Pos.              | Nome               | País                     | Grupo | Peso (kg) | Arranque (kg) | Arremesso (kg) | Total (kg) |
| ----------------- | ------------------ | ------------------------ | ----- | --------- | ------------- | -------------- | ---------- |
| Medalha de ouro   | Yuderqui Contreras | DOM República Dominicana | A     | 52.63     | 96            | 110            | 206        |
| Medalha de prata  | Inmara Henríquez   | VEN Venezuela            | A     | 52.57     | 80            | 109            | 189        |
| Medalha de bronze | Francia Peñuñuri   | MEX México               | A     | 52.41     | 83            | 105            | 188        |
| 4                 | Yineisy Reyes      | DOM República Dominicana | A     | 52.86     | 88            | 95             | 183        |
| 5                 | Hilary Katzenmeier | USA Estados Unidos       | A     | 52.60     | 75            | 100            | 175        |
| 6                 | Malvina Verón      | ARG Argentina            | A     | 52.03     | 72            | 93             | 165        |
| 7                 | Alexandra Andagoya | ECU Equador              | A     | 52.89     | 67            | 94             | 161        |
| 8                 | Magdalena Cojom    | GUA Guatemala            | A     | 52.31     | 68            | 83             | 151        |
| 9                 | Norel Castillo     | PUR Porto Rico           | A     | 52.20     | 60            | 78             | 138        |
| 10                | Joan Rivera        | PUR Porto Rico           | A     | 52.89     | 62            | 76             | 138        |
| 11                | Tumy Gómez         | HON Honduras             | A     | 51.83     | 56            | 65             | 121        |